# إسمولول
إسمولول (الاسم التجاري: Brevibloc) وهو محصر مستقبل بيتا1 انتقائي للقلب سريع بدء العمل وجدا قصير المدة لمدة عشر دقائق ويعطى وريديا اثناء الجراحة، وليس له مفعول واضح محاكي للودي داخلي أو تأثير استقرار الغشاء في الجراعات العلاجية.
كما يصنف على أنه مضاد اضطراب النظم من الفئة الثانية. قهو يقلل قوة ومعدل انقباضات القلب من خلال حصر مستقبلات بيتا الأدرينالية في الجهاز العصبي الودي والموجودة في القلب وأعضاء أخرى في الجسم. إسمولول يمنع مفعول مادتين موجودتين طبيعين في الجسم هما: إبينيفرين ونورإبينفرين.